# Etson Barros
Etson Barros (* 16. März 2001 an der Algarve, Portugal) ist ein portugiesischer Leichtathlet, der sich auf den Hindernislauf spezialisiert hat. Er startet für die Leichtathletikabteilung des Vereins Benfica Lissabon.

## Sportliche Laufbahn
Wie seine Schwester, die Langläuferin Edna Barros, begann auch Etson Barros seine Karriere als Leistungssportler beim Clube Oriental de Pechão, einem 1946 gegründeten Sportverein aus Pechão an der Algarve, wo er auch geboren wurde. 2019 wechselte Barros zu Benfica Lissabon.
Erste internationale Erfahrungen sammelte Etson Barros beim Europäischen Olympischen Jugendfestival (EYOF) 2017 in Győr, bei dem er in 5:58,24 min die Goldmedaille über 2000 m Hindernis gewann. Im Jahr darauf gewann er bei den U18-Europameisterschaften ebendort in 5:49,79 min die Bronzemedaille und nahm daraufhin an den Olympischen Jugendspielen in Buenos Aires teil und gelangte dort auf Rang 13. 2019 gewann er dann bei den U20-Europameisterschaften in Borås in 9:01,85 min die Bronzemedaille über 3000 m Hindernis und wurde im Dezember in 19:05 min Vierter im U20-Rennen der Crosslauf-Europameisterschaften in Lissabon und sicherte sich in der Teamwertung die Bronzemedaille. 2021 gewann er bei den U23-Europameisterschaften in Tallinn mit neuer Bestleistung von 8:38,00 min die Silbermedaille hinter dem Ungarn István Palkovits und im Dezember gelangte er bei den Crosslauf-Europameisterschaften in Dublin mit 25:45 min auf Rang 38 im U23-Rennen. Im Jahr darauf belegte er bei den Ibero-Amerikanischen Meisterschaften in La Nucia in 8:43,32 min den fünften Platz und anschließend gelangte er bei den Mittelmeerspielen in Oran mit 8:37,57 min auf Rang zehn. Daraufhin schied er bei den Europameisterschaften in München mit 8:38,04 min im Vorlauf aus und wurde im Dezember bei den Crosslauf-Europameisterschaften in Turin nach 25:24 min 47. im U23-Rennen. 2023 wurde er bei der 1. Liga der Team-Europameisterschaft im Zuge der Europaspiele in Chorzów in 8:53,47 min 14. über 3000 m Hindernis. Anschließend gewann er bei den U23-Europameisterschaften in Espoo in 8:32,08 min erneut die Silbermedaille und musste sich diesmal nur dem Spanier Alejandro Quijada geschlagen geben. Im Dezember wurde er nach 24:49 min 31. bei den Crosslauf-Europameisterschaften in Brüssel im U23-Rennen. Im Jahr darauf kam er bei den Europameisterschaften in Rom mit 8:55,33 min nicht über den Vorlauf über die Hindernisse hinaus und im Dezember wurde er bei den Crosslauf-EM in Antalya nach 23:56 min auf den 56. Platz im Einzelrennen.
In den Jahren von 2021 bis 2024 wurde Barros portugiesischer Meister über 3000 m Hindernis. Zudem wurde er 2023 und 2024 Hallenmeister über 3000 Meter.

## Persönliche Bestleistungen
- 1500 Meter: 3:39,93 min, 18. Mai 2024 in Lissabon
  - 1500 Meter (Halle): 3:43,03 min, 18. Februar 2023 in Pombal
- 3000 Meter: 8:13,33 min, 15. Mai 2021 in Faro
  - 3000 Meter (Halle): 7:56,96 min, 18. Februar 2024 in Pombal
- 3000 m Hindernis: 8:22,20 min, 20. Mai 2023 in Maia